# Euploea fruhstorferi
Euploea fruhstorferi är en fjärilsart som beskrevs av Johannes Karl Max Röber 1897. Euploea fruhstorferi ingår i släktet Euploea och familjen praktfjärilar. Inga underarter finns listade i Catalogue of Life.